# ニザール・ラヤーン
ニザール・ラヤーン（アラビア語: نزار ريان, Nizār Rayyān, ニザール・ライヤーン、一般的英字表記：Nizar Rayyan ないしは Nizar Rayan、1959年3月6日 - 2009年1月1日）は、パレスチナのジャバーリヤー出身のハマースのジャバーリヤー地区指導者、学者。元ガザ・イスラーム大学ウスールッディーン学部ハディース学科教授。
2009年1月1日、ガザ地区でのイスラエル軍による彼の家を標的とした爆撃で妻と2人の子供と一緒に死亡した。